# Зідурі (комуна)
Зідурі (рум. Ziduri) — комуна у повіті Бузеу в Румунії. До складу комуни входять такі села (дані про населення за 2002 рік):
- Зойца (611 осіб)
- Зідурі (1051 особа) — адміністративний центр комуни
- Костієнь (830 осіб)
- Кукуляса (498 осіб)
- Лануріле (838 осіб)
- Хеліаде-Редулеску (972 особи)

Комуна розташована на відстані 121 км на північний схід від Бухареста, 25 км на північний схід від Бузеу, 76 км на захід від Галаца, 121 км на схід від Брашова.

## Населення
За даними перепису населення 2002 року у комуні проживали 4800 осіб.
Національний склад населення комуни:
| Національність | Кількість осіб | Відсоток |
| -------------- | -------------- | -------- |
| румуни         | 4616           | 96,2%    |
| цигани         | 183            | 3,8%     |
| угорці         | 1              | < 0,1%   |

Рідною мовою назвали:
| Мова      | Кількість осіб | Відсоток |
| --------- | -------------- | -------- |
| румунська | 4767           | 99,3%    |
| циганська | 32             | 0,7%     |
| угорська  | 1              | < 0,1%   |

Склад населення комуни за віросповіданням:
| Релігія            | Кількість осіб | Відсоток |
| ------------------ | -------------- | -------- |
| православні        | 4529           | 94,4%    |
| адвентисти         | 264            | 5,5%     |
| не релігійні       | 3              | 0,1%     |
| римо-католики      | 1              | < 0,1%   |
| реформати          | 1              | < 0,1%   |
| атеїсти            | 1              | < 0,1%   |
| не вказали релігію | 1              | < 0,1%   |